# Judith Berry
Pour les articles homonymes, voir Berry (homonymie).
Judith Berry, née en 1961 à London (Ontario), est une peintre canadienne.

## Biographie
Berry réside à Montréal. Elle est bachelière en arts visuels du Nova Scotia College of Art and Design à Halifax.
Ses œuvres sont présentées dans plusieurs grandes villes canadiennes dont Montréal, Québec, Toronto, Calgary et Ottawa.

## Musées et collections publiques
- L'Ombre, 1985, Carleton University Art Gallery
- The Yellow Bull, 1988, Musée national des beaux-arts du Québec
- Garden with Figure, 1992, Musée national des beaux-arts du Québec
- Landscape Study No. 15 - Martin Attwell's Hill, 1992, Musée national des beaux-arts du Québec
- Prairie Lake Triptych, 1998, Musée national des beaux-arts du Québec
- Source Triptych, 2001, Banque d'art du Conseil des arts du Canada[2]
- Filter, 2009, Banque d'art du Conseil des arts du Canada[3]
- Urban Sprawl Triptych, 2009, Banque d'art du Conseil des arts du Canada[4]
- The House of the Uninvited Guest, 2010, Musée national des beaux-arts du Québec[5]
- Vertical Hill with Crevice, Tom Thomson Memorial Art Gallery